# Стоунмен, Уолтер
Уолтер Эрнест Стоунмен (англ. Walter Ernest Stoneman; 6 апреля 1876 года — 14 мая 1958 года) — британский фотограф-портретист, создавший множество фотографий для Национальной портретной галереи в Лондоне.

## Карьера фотографа
Родился в Плимуте, Девон, Англия, 6 апреля 1876 года. Был младшим из четырнадцати детей Эдвина Стоунмена, оптового торговца бакалейными товарами. Учился в Плимутском колледже, из которого ушёл в возрасте пятнадцать лет, чтобы начать карьеру фотографа. Большую часть жизни работал в лондонской фирме J. Russell & Sons, в которую пришёл на должность младшего фотографа в 1897 году. Позднее открыл собственную фотостудию в Плимуте — Heath and Stoneman Ltd.
В июне 1897 года он стал единственным из четырнадцати фотографов фирмы, которому удалось сделать четыре фотографии королевы Виктории в золотом ландо по случаю бриллиантового юбилея. В дальнейшем он сделал множество фотографий членов королевских семей, аристократов, представителей высшего общества и других выдающихся личности. К 1913 году он стал управляющим директором фирмы, а после смерти Джона Леммона Рассел в 1915 году стал вести все её дела. В октябре 1932 года фирму поглотила компания Elliott & Fry.
В 1948 году Стоунмен был возведён в кавалеры Ордена Британской империи (МВЕ) за заслуги в области фотографии. Он продолжал работать в качестве фотографа вплоть до своей смерти в 1958 году.
Стоунмен был членом Королевского фотографического общества и Королевского географического общества, а также вице-президентом Лондонской девонской ассоциации. Он также являлся проповедником Конгрегациональной церкви. Был женат на Кэтлин Ирен (род. 1892) и имел одного сына.

## Национальное собрание фотографий
В 1917 году в сотрудничестве с Национальной портретной галереей Стоунмен начал реализацию проекта по созданию Национального собрания фотографий (National Photographic Record) всех видных представителей британского общества. В течение следующих 4о лет и 1 года Стоунмен в своей студии сфотографировал и напечатал снимки около 7000 людей и передал их в галерею. Через студию на Бейкер-стрит проходило от 100 до 200 человек в год. Проект главным образом касался политических и военных деятелей, в том числе фотографу позировали пять монархов, девять премьер-министров, двенадцать лорд-канцлеров, сто восемьдесят адмиралов и генералов. Фотографировавшиеся не платили Стоунмену за право быть запечатлёнными на снимке, и иным образом он не получал непосредственного вознаграждения за изготовление фотографий.
Основной идеей Стоунмена было сохранение изображение, а не их распространение. Однако часть коллекции иногда выставлялась на всеобщее обозрение, например, в Королевском фотографическом обществе в 1922 и 1924 годах, в студии на Бейкер-стрит в 1931 году и в художественной галерее Фойлс в 1943 году. Сборы от выставок и репродукций фотографий делили между собой Стоунмен и Национальная портретная галерея. Эти выставки также помогали Стоунмену создавать репутацию и увеличивать клиентуру.
До самой своей смерти Стоунман был единственным официальным фотографом Национальной портретной галереи. После его смерти проект в качестве фотографа продолжал Уолтер Бёрд, пока в 1967 году его не сменил Годфри Арджент, работавший до завершения проекта в 1970 году. К тому времени, в коллекции насчитывалось более 10 000 фотографий.